# 明日への卒業
「明日への卒業」（あすへのそつぎょう）は、X21のメジャー・デビューシングル。2014年3月19日にavex traxから発売された。楽曲のセンターポジションは吉本実憂。

## 背景とリリース
2013年12月上旬、出演するテレビ朝日系のレギュラー番組『GO!オスカル!X21』の収録直後、X21は選抜メンバーによるCDデビューを告げられた。
12月21日に行われたオーディションでは、オスカープロモーションとavex traxのスタッフを中心とした約30人の審査委員を前に、メンバーがそれぞれ1分30秒のパフォーマンスを披露。2日後の23日に結果発表が行われ、約半数の12人がCDデビューを勝ち取った。
CD+DVD盤、CD盤、PHOTOBOOK盤、イベント会場限定盤CDの計4形態で発売。
CD+DVD盤とCD盤の初回限定盤には、12種メンバーソロ生写真がランダムで封入。初回生産限定で販売されるPHOTOBOOK盤は、CDに32ページのスペシャルフォトBOOKが付き、イベント会場限定盤CDは、12種ランダムピクチャーレーベル仕様となっている。
文化放送「X21 吉本実憂の午前4時のシンデレラ」オープニングテーマ曲。

## シングル収録トラック
| #         | タイトル                            | 作詞       | 作曲      | 編曲      | 時間  |
| --------- | ----------------------------------- | ---------- | --------- | --------- | ----- |
| 1.        | 「明日への卒業」                    | Mio Aoyama | 大西克巳  | 大西克巳  | 5:02  |
| 2.        | 「エイエン×セツナ」                 | 六ツ見純代 | 渡辺和紀  | 渡辺和紀  | 4:09  |
| 3.        | 「明日への卒業 (Instrumental)」     |            |           |           | 5:02  |
| 4.        | 「エイエン×セツナ (off vocal ver)」 |            |           |           | 4:06  |
| 合計時間: | 合計時間:                           | 合計時間:  | 合計時間: | 合計時間: | 18:20 |

| #  | タイトル                                   | 作詞 | 作曲・編曲 |
| -- | ------------------------------------------ | ---- | ---------- |
| 1. | 「明日への卒業 (MUSIC VIDEO)」             |      |            |
| 2. | 「明日への卒業 (MUSIC VIDEOオフショット)」 |      |            |

## 選抜メンバー
| - 若山あやの - 泉川実穂 - 吉本実憂 - 籠谷さくら | - 田中珠里 - 長尾真実 - 井頭愛海 - 白鳥羽純 | - 上水口萌乃香 - 山木コハル - 末永真唯 - 小澤奈々花 |